# Namiq Abdullayev
Namig Abdullayev (Bakú, 12 de junio de 1972) es un luchador de Lucha Libre Olímpica de Azerbaiyán. Ha asistido a tres Olimpiadas de verano. Ganó la medalla de plata en los Juegos Olímpicos de Atlanta 1996 en lucha libre de 48 a 52 kilos y fue medalla de oro en los Juegos Olímpicos de Sídney 2000 en estilo libre hasta 52 kilos. Participó también en Atenas 2004, pero fue eliminado en la primera fase.
- Datos: Q735863
- Multimedia: Namiq Abdullayev / Q735863